# Кубоподібна кістка
Кубоподібна кістка (лат. os cuboideum) — одна з кісток заплесна, розміщується на бічному краї стопи між п'ятковою кісткою і двома останніми плесновими кістками. На нижній поверхні має виступ — горбистість кубоподібної кістки (tuberositas ossis cuboidei).
У місцях з'єднання цих кісток є суглобові поверхні. Крім того, на присередньому боці розміщуються суглобові поверхні для з'єднання з бічною поверхнею бічної клиноподібної і човноподібної кісток. Бічний край вільний, від нього починається борозна сухожилка довгого малогомілкового м'яза (sulcus tendinis musculi fibularis longi, sulcus tendinis musculi peronei longi) і продовжується на нижню поверхню кістки, де розташовується спереду від горбистості кубоподібної кістки.